# Claude Albarède
Claude Albarède  (né le 24 janvier 1937 à Sète en France) est un poète français.
Son œuvre est dans l'ambiance valéryenne de Midi-le-juste et À deux pas des flots bleus chantés par Georges Brassens. 

## Biographie
Fils d'ouvrier et de petits vignerons, il a passé son enfance sur les contreforts du Larzac, entre les vignes et les garrigues languedociennes. Ces paysages l'ont définitivement marqué, en lui offrant l'image d'une poésie âpre et ensoleillée, où les travaux et les vents écrivent dans la pierre la mémoire des hommes et leur identité contrariée.
Professeur de lettres en région parisienne, il a obtenu le prix François Villon en 1980, et la bourse de poésie Guy Lévis-Mano en 1985. De nombreuses revues l'ont publié, depuis Sud, Le Pont de l'Epée, Poésie 1 Vagabondages, L'arbre à Paroles, Rétroviseur, jusqu'à Comme en Poésie, Poésie-Première… et la NRF, dans différents numéros entre 1988 et 1995.  

## Publications
- Le fond des choses, Gaston Puel éditeur, 1967
- L'incandescence intérieure, Atelier de l'Agneau éditeur, 1973
- L'ambigauche, Guy Chambelland éd., 1974
- Pensées du Causse nommé Larzac, Fond de la ville ed., 1975
- Lampe habillée d'autrui, Millas Martin éd., Prix François Villon, 1980
- Mémoire à petits feux, Folle avoine ed., 1984
- Montants de Terre, Folle avoine ed., 1988
- Les trajets sous l'écorce, Folle Avoine ed., 1993
- Les Reculées, Folle Avoine ed., 2001
- Faux-Plat, Editinter ed., 2003
- Ajours, éditions L'arbre à Paroles, 2004, Prix Amélie Murat 2005 de la ville de Clermont-Ferrand
- L'arbre à paroles, Maison de la Poésie d'Amay (2004)
- Les reculées, Folle Avoine (2005)
- Fulgurante résine, Éditions des Vanneaux (2008)
- Résurgences, Folle Avoine (2009)

## Extrait
LE POEME
Le poème tient dans la main
le temps d'un voyage à fleur de chair
À la lisière d'un bruit fragile
dont l'envie dure
Au remous des sables galants
quand la mer se retrousse
pour arranger l'étoile…
Avec ses trous d'oiseaux
c'est la maison du printemps
Avec ses veines bleues
c'est l'habité par ses douleurs
Avec ses feuilles
qui ont plus que du vent à raconter
c'est la permission de séjour
Avec ses fruits
tombés à terre
il décide des grands départs.

## Autres poèmes
- Sonnet d'amour
- Sonnet du mal-être
- A Arthur Rimbaud
- Ville
- D'Amour…
- L'Autre est un Je
- Proverbes
- Au Poète
- Couleur Femme